# ناوک
 ناوک(نام علمی: Justicia brandegeeana) نام یک گونه از سرده مشعلی است.

## نگارخانه

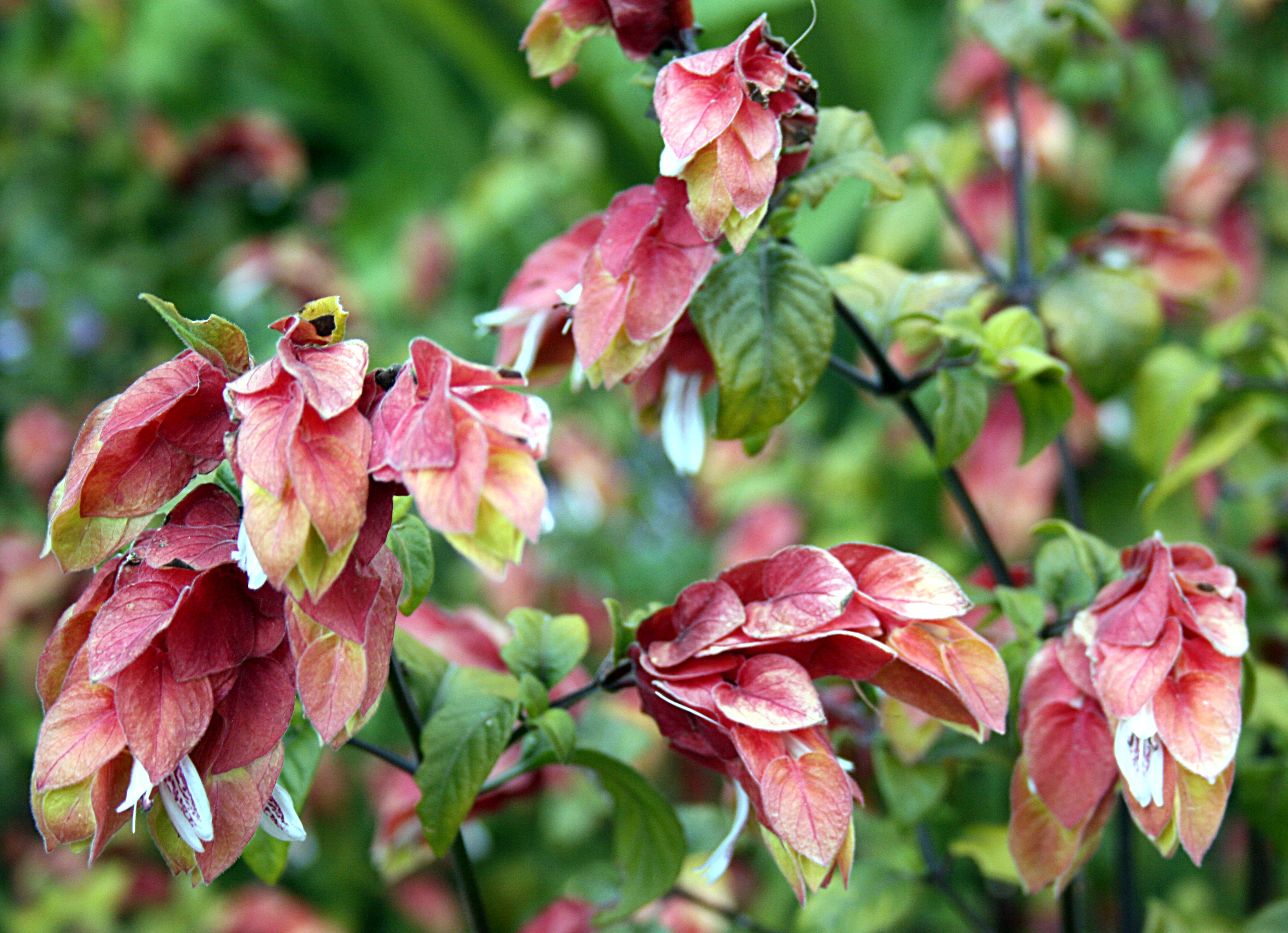
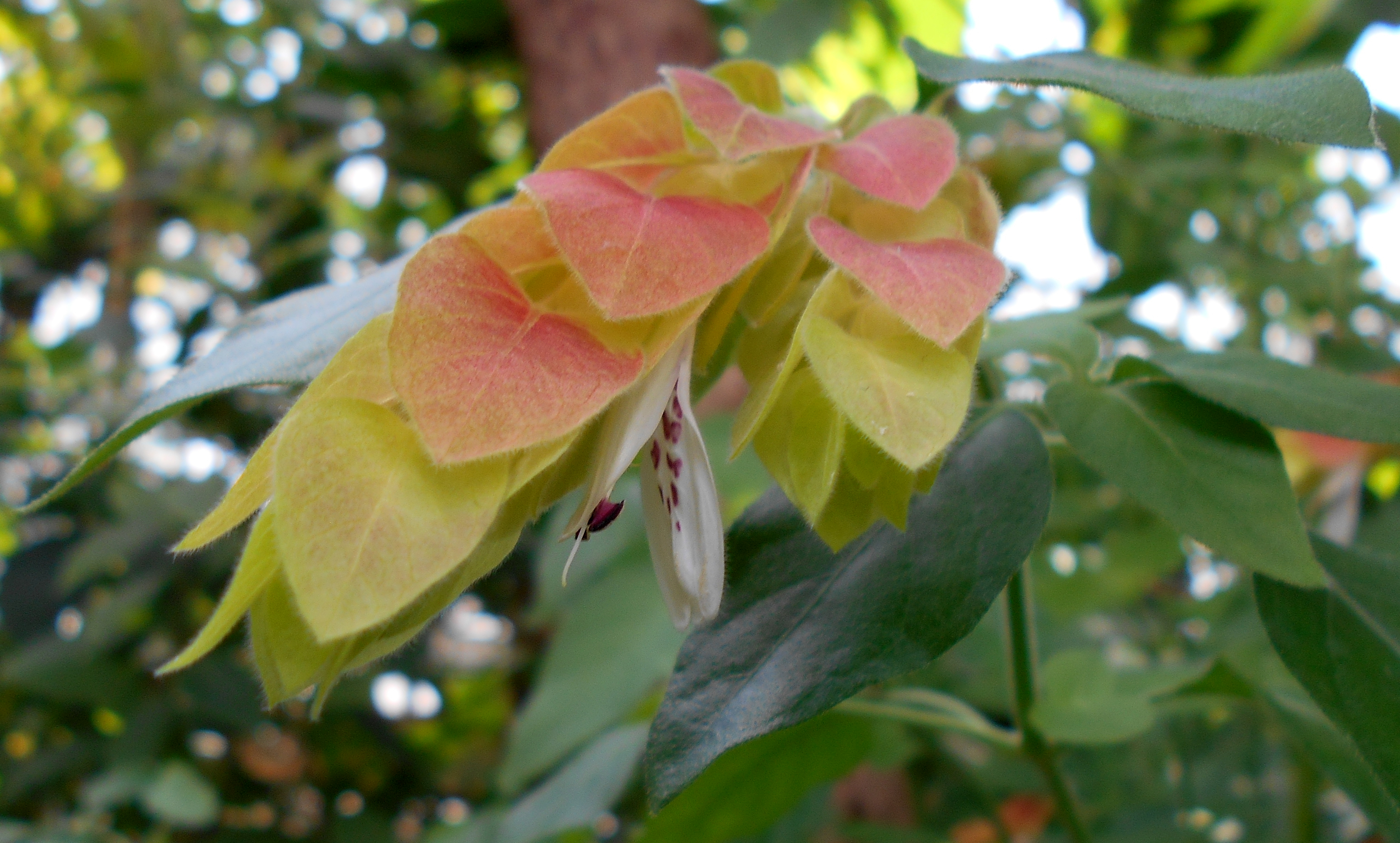
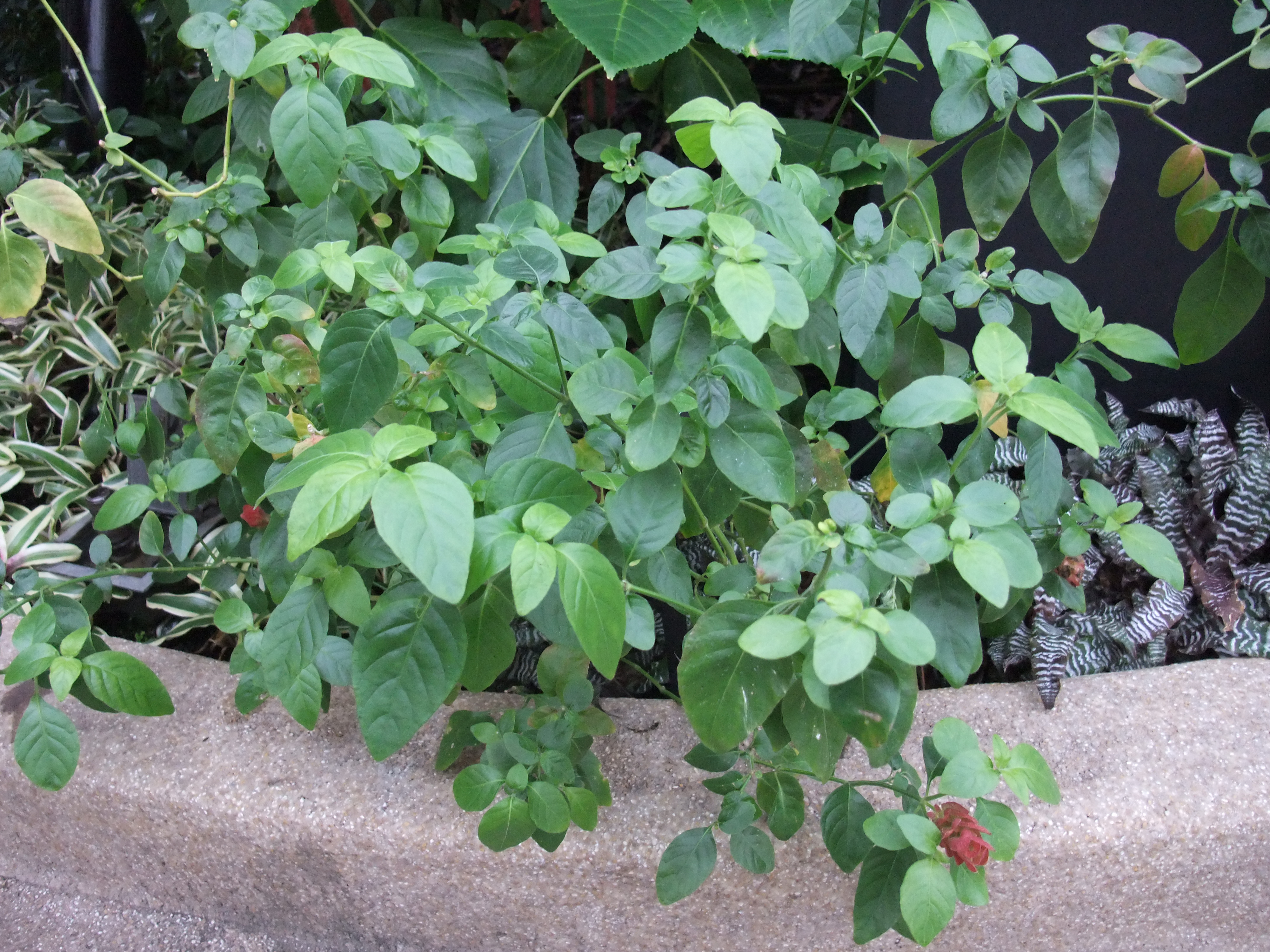